# Partie lisse de l'atrium droit
La partie lisse de l'atrium droit est la région postérieure de cette cavité cardiaque.

## Structure
La partie lisse de l'atrium droit est la partie de l'atrium droit qui possède une surface lisse contrairement à l'auricule de l'oreillette droite qui complète la cavité. Elle est séparée de la partie trabéculée par la crête terminale.
Elle comprend :
- le sinus des veines caves,
- le corps de l'atrium droit,
- le vestibule de la valve atrio-ventriculaire droite.